# Al-Maʿāridsch
Al-Maʿāridsch (arabisch المعارج, DMG al-Maʿāriǧ ‚Die Himmelsleiter‘) ist die 70. Sure des Korans, sie enthält 44 Verse. Die Sure ist gegen Ende der ersten mekkanischen Periode entstanden (610–615). Der Titel bezieht sich auf den dritten Vers, in dem Gott als „Herr der Himmelsleiter“ bezeichnet wird.
Die Sure lässt sich in drei Abschnitte unterteilen. Der erste Teil, Verse 1–21, droht den Widersachern mit der Strafe Gottes und endet mit einem Hinweis auf die menschliche Unbeständigkeit und Unentschlossenheit. Der folgende Teil, Verse 22–35, spendet den gottesfürchtigen Muslimen, die die Säulen des Pflichtgebets und der Almosengabe beachten, Trost und Ermunterung. Der abschließende Teil ab Vers 36 wendet sich noch einmal gegen die hartnäckigen Ungläubigen, die Heuchler und Spötter. Vers 42: „So lass sie ausschweifende Reden halten und ihr Spiel treiben, bis sie ihrem Tag begegnen, der ihnen angedroht ist“ wird in Sure 43:83 wörtlich wiederaufgenommen.